# Холмогори (Куюргазинський район)
Холмого́ри (рос. Холмогоры, башк. Холмогор) — присілок у складі Куюргазинського району Башкортостану, Росія. Входить до складу Шабагіської сільської ради.
Населення — 121 особа (2010; 130 в 2002).
Національний склад:
- росіяни — 88%